# 榮剛材料科技
榮剛材料科技股份有限公司（Gloria Material Technology Corp.），簡稱榮剛或GMTC，是台灣唯一家具有特殊合金鋼完整生產線的公司，集團總部位於台灣台南市柳營科技工業區。

## 歷史
最初起源於工研院材料所的特殊鋼研究計劃，1988年，由長榮集團投資，取得工研院技術移轉，於新營工業區成立長榮超合金股份有限公司，由陳興時任總經理。
1990年，併入長榮重工（今長榮鋼鐵）。1993年3月19日，從長榮重工中分割成立子公司，成立榮剛重工股份有限公司。
- 1998年以科技事業股票掛牌上櫃(代碼：5009)[5][6]。
- 1999年7月更名為榮剛材料科技股份有限公司，產品獲全球航太、能源、油氣等多家重要供應鏈認證合格。
- 2018年1月23日，榮剛正式加入台灣鋼鐵集團。

## 外部連結
- 榮剛材料科技股份有限公司 （页面存档备份，存于）